# Vallentuna

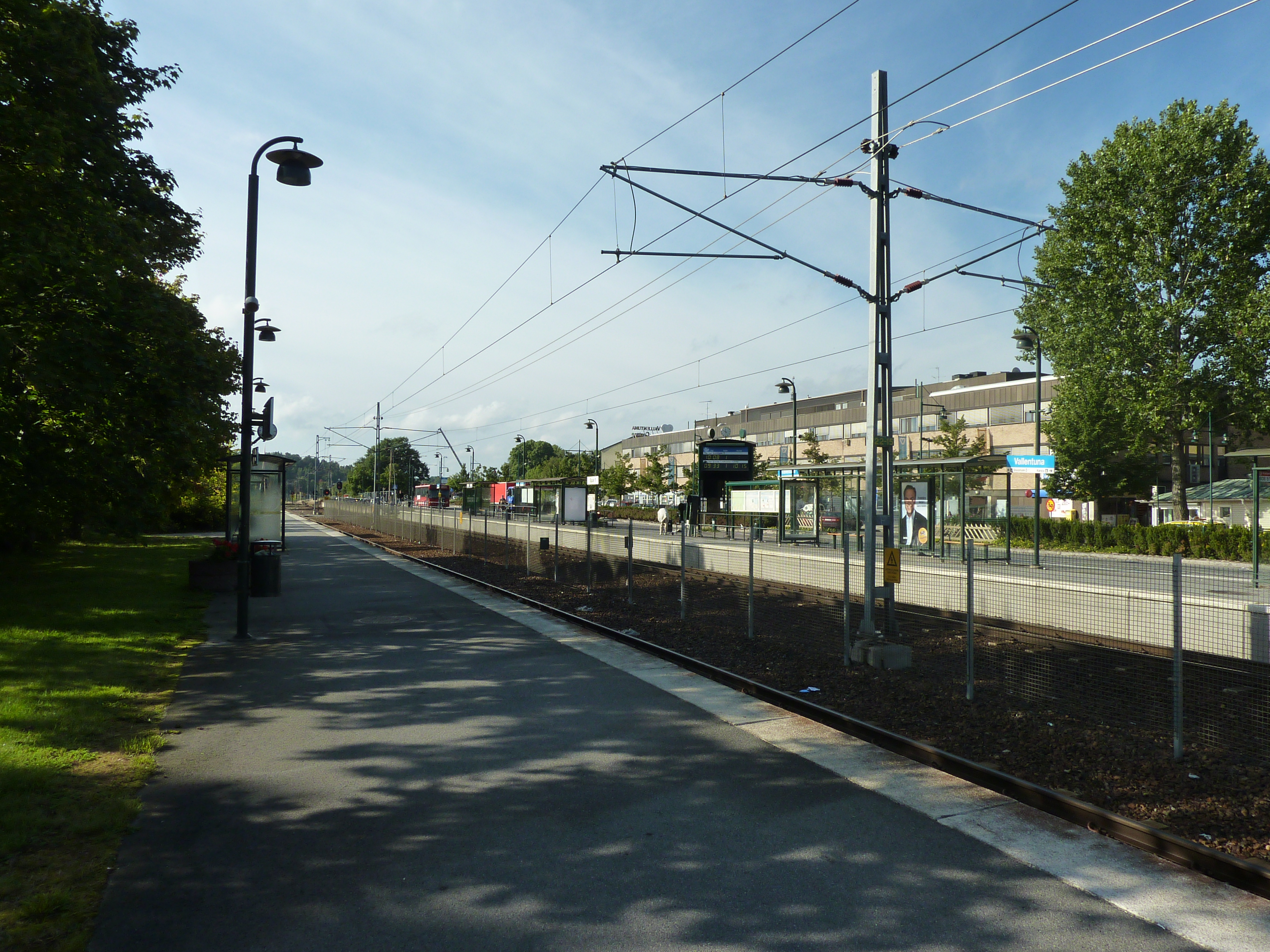
Bahnhof Vallentuna an der Roslagsbana

Vallentuna ist eine Stadt in der schwedischen Provinz Stockholms län und der historischen Provinz Uppland. Sie ist Sitz der Verwaltung der Gemeinde Vallentuna. Zum Tätort Vallentuna gehört auch Täby kyrkby in der Nachbargemeinde Täby mit 8207 Einwohnern auf einer Fläche von 394 Hektar (2015).
Vallentuna ist entlang der Roslagsbana entstanden, die zugleich die wichtigste Verbindung ins nahe Stockholm darstellt.

## Sehenswürdigkeiten

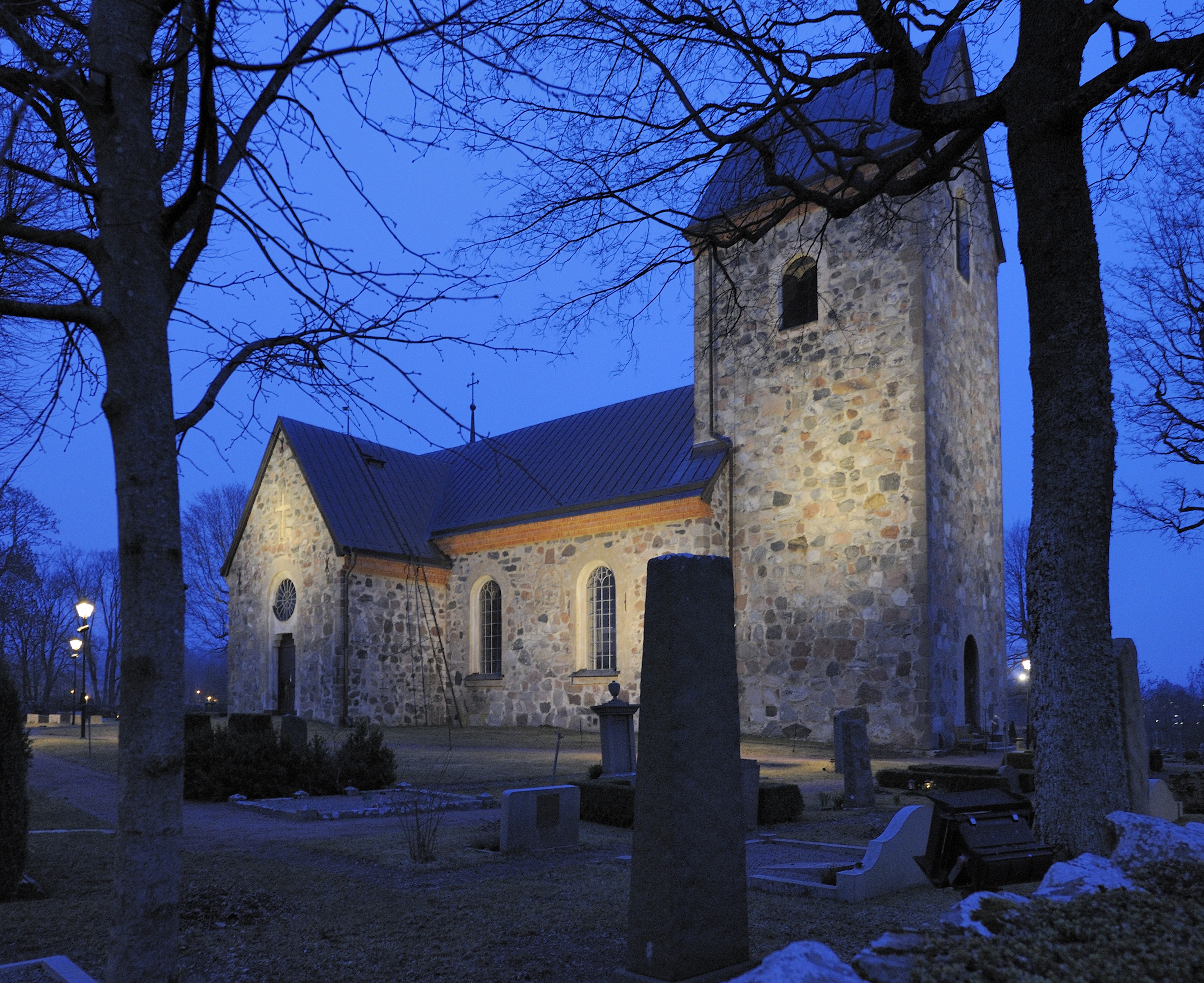
Kirche in Vallentuna

Die mittelalterliche Natursteinkirche von Vallentuna wurde gegen Ende des 12. Jahrhunderts gebaut. Nach einem Blitzeinschlag 1856 brannte die Kirche ab, wurde aber rasch wieder aufgebaut. Die Kirchenglocken hingen bis 1832 in einem separaten, hölzernen Glockenturm. Sie schmolzen im Brand 1856, aus der Bronze konnten aber 1857 neue Glocken gegossen werden. In der Kirche befindet sich eine Orgel mit 22 Registern aus dem Jahre 1959. 2002 wurde außerdem eine Chororgel mit 15 Registern eingeweiht. Die beiden Orgeln sind elektronisch verbunden, so dass alle Register beider Orgeln von den Manualen/Pedalen einer der beiden Orgeln gespielt werden können. Sehenswert ist das Altarkreuz aus den 1760er Jahren, das den Brand überstand.
In und um den Ort finden sich zahlreiche Runen- und Bautasteine.

## Söhne und Töchter der Stadt
- Kodjo Akolor (* 1981), Komiker und Moderator
- Michelle Coleman (* 1993), schwedische Schwimmerin
- Måns Mårlind (* 1969), Regisseur und Drehbuchautor
- Linda Ulvaeus (* 1973), schwedische Schauspielerin